# Herb Radomyśla Wielkiego
Herb Radomyśla Wielkiego – jeden z symboli miasta Radomyśl Wielki i gminy Radomyśl Wielki w postaci herbu, przyjęty 29 czerwca 1995 roku uchwałą rady miasta. Projekt został stworzony przez plastyczkę Bożenę Weryńską.

## Wygląd i symbolika
Herb przedstawia na czerwonej tarczy złotego lwa zwróconego w heraldycznie prawą stronę, w pozycji pionowej z uniesionym ogonem i wyciągniętymi przed siebie łapami. Na jego głowie znajduje się korona królewska otwarta. Kartusz herbowy jest koloru srebrnego z białym podcieniem prawostronnym, z klejnotem w kolorze złotym.

## Historia
Badania nad heraldyką Radomyśla Wielkiego pozwoliły wykazać, że jego herb i pieczęcie były zmieniane w zależności od tego, czyją było własnością. Miasto dysponowało pieczęciami  wójtowską (znane są wizerunki dwóch, z 1611 i 1683, przedstawiające drzewo) oraz ogólnomiejską (pierwsza zachowana pochodzi z XIX w.). Herb ustanowiony w 1995 roku wzorowany był na herbie Mikołaja Firleja, który był pierwszym dziedzicem Radomyśla. Jego herb figuruje na odciśniętej pieczęci lakowej dokumentu z 4 maja 1667, który traktuje o przekazaniu przez Mikołaja Firleja – wnuka założyciela miasta części swoich dóbr na rzecz kościoła w Radomyślu.
Herb rodu Firlejów zaczął być używany w Radomyślu dopiero po II wojnie światowej. Społeczeństwo zaczęło się interesować historią miasta, jednej z głównych ulic nadano imię Mikołaja Firleja, a herbu zaczęto używać jako element dekoracyjny.